# Luis Visca
Luis Visca (Buenos Aires, 19 de junio de 1903 – ibídem, 22 de junio de 1968), cuyo nombre completo era Luis Nicolás Visca, fue un pianista, compositor y director de orquesta argentino que se dedicó al género del tango. Entre los tangos que musicalizó se destacan Compadrón y Muñeca brava, ambos con letra de Enrique Cadícamo.

## Actividad profesional
Estudió con destacados profesores y debutó profesionalmente como pianista a fines de 1924, en el Cine Colón ubicado en la avenida Entre Ríos, en un conjunto de músicos amigos, entre los cuales estaba el violinista Elvino Vardaro, y al año siguiente actuó en Radio Cultura, con un grupo armado al efecto.
Más adelante, integró el sexteto del bandoneonista Anselmo Aieta, un conjunto por el cual pasaron, entre otros músicos, los violinistas Juan D'Arienzo, Alfredo Gobbi y Juan Cruz Mateo, el contrabajista y violonchelista Nerón Ferrazzano, el pianista Juan Polito, los bandoneonistas Jorge Argentino Fernández Luis Moresco, Daniel Héctor Álvarez  y Gabriel Clausi. En el sexteto en el que Visca trabajó tocaban además de Aieta, los violinistas Alfredo Mazzeo y Juan D’Arienzo, los pianistas Ángel D’Agostino,luego reemplazado por Alfonso Lacueva y el contrabajista José Puglisi.
Enrique Cadícamo recuerda en sus Memorias que cuando ya sus tangos Compadrón y Muñeca brava eran éxitos, viajó a Barcelona a comienzos de la década de 1930 coincidiendo en el barco "Conte Rosso" con Visca. Pese a tener una depresión muy fuerte, el pianista ensayó a bordo con los bandoneonistas Ángel Maffia y otro apodado Rulito, el guitarrista Morales y los cantores Carlos Scanlon y Carlos Spaventa. Iban a España a secundar al cantor Pancho Spaventa -hermano de Carlos, en actuaciones que competían con las del trío Irusta-Fugazot-Demare.
Cuando volvió a Buenos Aires, Visca ingresó en el conjunto Los siete ases, con Aieta, D'Arienzo, Cuervo, Navarro, Ferrazzano y Corleto. Después de pasar por varias formaciones y hacer una gira por Brasil con el conjunto de Antonio Arcieri comenzó una etapa fundamental en su vida profesional cuando formó rubro con D'Arienzo en la dirección y él desde el piano, permaneciendo juntos hasta 1934.
En la película ¡Tango! (1933) Visca acompañó desde el piano al cantor Alberto Gómez cuando interpretó Alma. Más adelante tuvo un conjunto propio que tocaba en el Chantecler y, ya en 1940, acompañó al frente de un quinteto al cantor Roberto Ray. Finalmente siguió su actividad como solista en Radio El Mundo y en locales nocturnos.

## Composiciones
Entre sus composiciones más alabadas se encuentran algunas con letra de Luis Rubistein, tales como Yo también, tango del que se destacan las interpretaciones de Juan D’Arienzo y de Rodolfo Biagi, Dos palabras, por favor, un éxito en 1943 en las interpretaciones de Lucio Demare con Raúl Berón y de Ricardo Tanturi con la voz de Enrique Campos y No me lo digas, que grabó D'Arienzo el 18 de abril de 1939 en versión instrumental y al año siguiente lo hizo Enrique Rodríguez cantando Armando Moreno. Otro gran éxito fue Ivon, con letra de Horacio Sanguinetti (Basterra), que en 1945 grabaron Tanturi con Enrique Campos y Alfredo De Angelis con Julio Martel el 30 de octubre de ese año. Dos temazos que firmó con Enrique Cadícamo y grabó Gardel que quedaron asociados a su nombre: Compadrón (1927) y Muñeca brava (1929), registrados por Gardel acompañado por las guitarras de Ricardo y Barbieri el primero y Aguilar y Barbieri el segundo.
Otros temas que compuso con Cadícamo, aunque con menos trascendencia, fueron Barajando recuerdos, que tiene una buena versión de Alberto Castillo con la orquesta de Tanturi, Corazón de mujer, Fanfarrón y Tu imagen.